# Ascetoderes popei
Ascetoderes popei is een keversoort uit de familie knotshoutkevers (Bothrideridae). De wetenschappelijke naam van de soort werd in 1978 gepubliceerd door Takehiko Nakane.